# Kyritz (przystanek kolejowy)
Kyritz – zlikwidowany wąskotorowy przystanek kolejowy we wsi Kyritz na linii kolejowej Casekow Ldb. – Pomorzany Wąskotorowe, w powiecie Vorpommern-Greifswald, w kraju związkowym Meklemburgia-Pomorze Przednie, w Niemczech.